# 斯蒂利亚娜·尼科洛娃
斯蒂利亚娜·尼科洛娃（2005年8月22日—），保加利亚艺术体操运动员，2022年世界艺术体操锦标赛圈操、棒操、带操银牌得主、个人全能铜牌得主、2023年世界艺术体操锦标赛团体金牌得主和球操铜牌得主。